# Otto Baensch
Friedrich Bernhard Otto Baensch, född 6 juni 1825 i Zeitz, död 7 april 1898 i Berlin, var tysk väg- och vattenbyggnadsingenjör.
Baensch studerade 1844-51 vid byggnadsakademien i Berlin, ägnade sig på 1850-talet åt järnvägsanläggningar och förordnades därefter till vattenbyggnadsinspektör och regeringsbyggnadsråd i Pommern, där han utarbetade hamnbyggnadsplaner och i hög grad verkade för planteringar på dynerna vid kusten. Han utnämndes 1872 till föredragande råd i ministeriet för allmänna arbeten, i vilken egenskap han upprustade vattenvägen på Elbe fram till Hamburg samt ledde stora hamn- och dammbyggnader i Schleswig-Holstein, kanaliseringen av floden Main (1883-86) m.m. Hans viktigaste arbete var den 1895 invigda Kielkanalen ("Kejsar-Vilhelms-kanalen"). Han uppgjorde 1880-85 förslaget till denna i tekniskt och handelspolitiskt hänseende samt ledde dess byggande. Bland hans skrifter märks Studien aus dem Gebiet der Ostsee (1872). Han är hedersmedborgare i sin födelsestad Zeitz.